# 완도 대문리 모감주나무 군락
완도 대문리 모감주나무 군락은 대한민국 전라남도 완도군 군외면 대문리에 있는 모감주나무 군락이다. 대한민국의 천연기념물 제428호로 지정되어 있다.